# Klaksvík

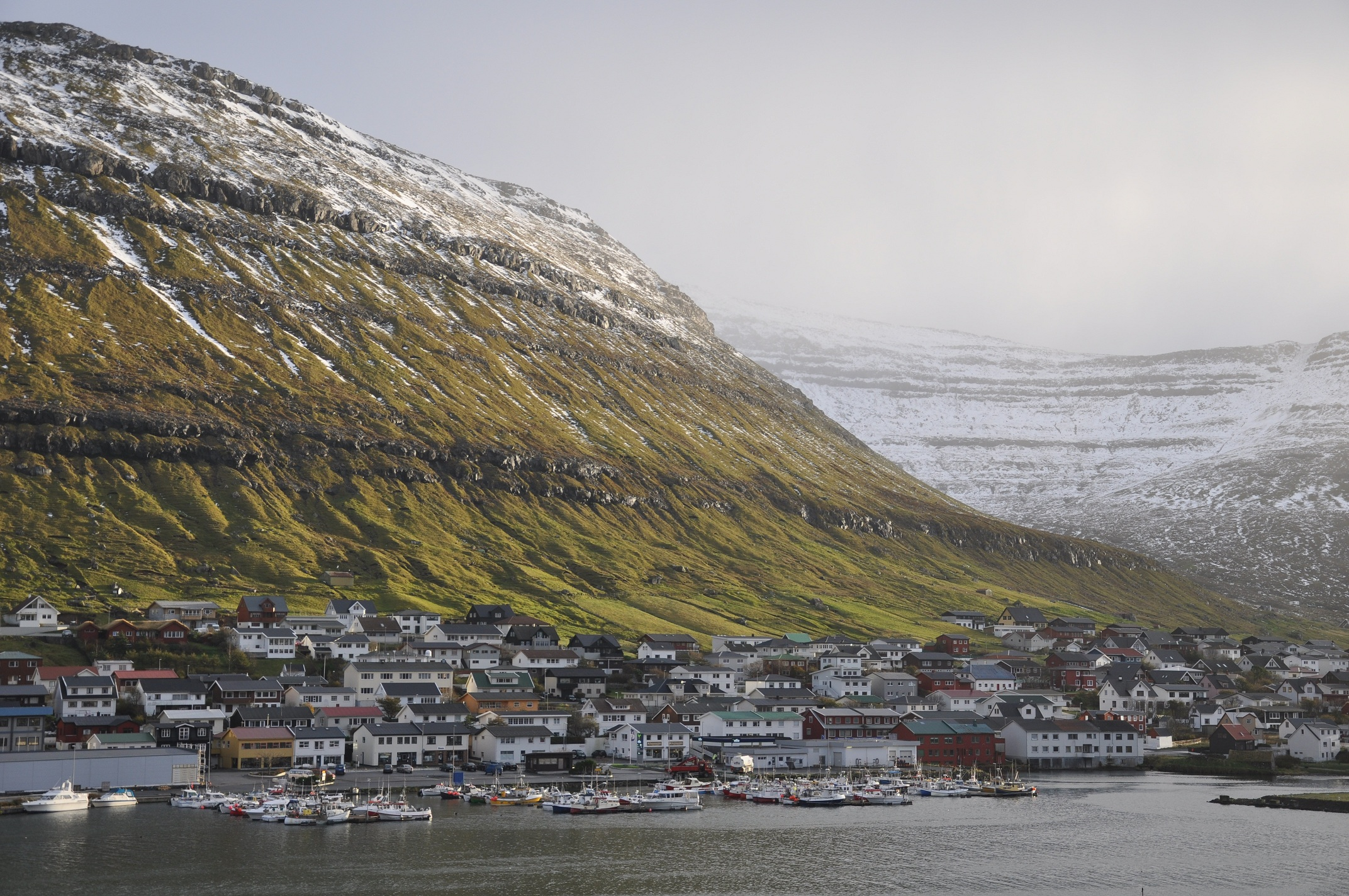
Tidig morgon i Klaksvík.

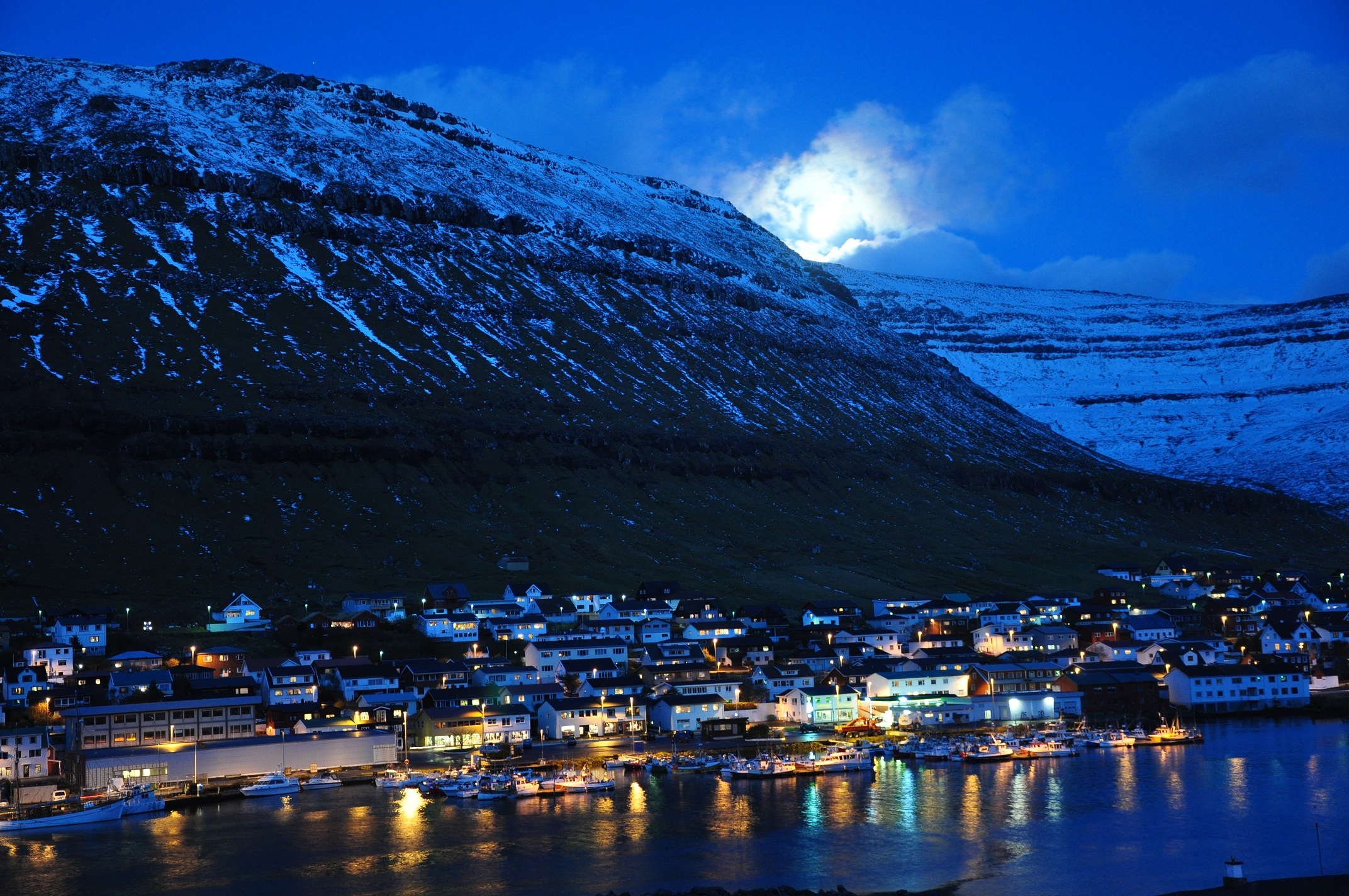
Månen skiner över Klaksvík.

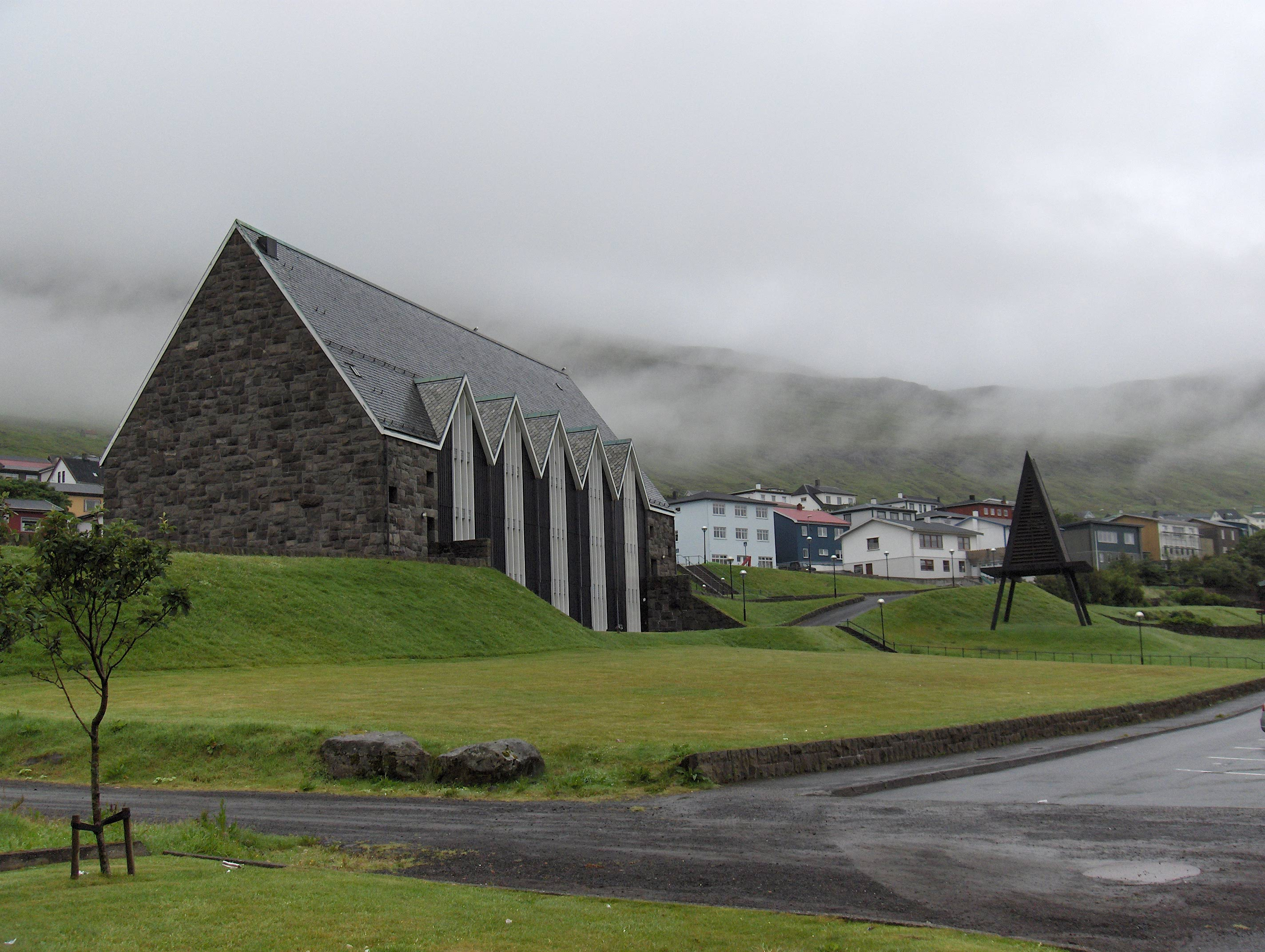
Christianskyrkan.

Klaksvík (IPA: [ˈklakːsvʊik], danska: Klaksvig) är Färöarnas näst största tätort. Den ligger på ön Borðoy, den största ön i regionen Norðoyar och är centralort i Klaksvíks kommun. Klaksvík är Färöarnas främsta ort för fiske och fiskeindustri. Trots att orten inte har särskilt lång historia, växte den fram i rekordfart efter etableringen av det kungliga danska handelsmonopolets filial på platsen. Sedan 1913 har Klaksvík varit präglat av rederi- och handelsverksamheten J.F. Kjølbro. 
Klaksvík blev Färöarnas näst största tätort omkring 1940, och har sedan efterkrigstiden varit känt som platsen för Klaksvíksupproret. Vid folkräkningen 2015 hade Klaksvík 4 668 invånare.

## Geografi
Klaksvík ligger i en dal mellan de två fjordarna Vágur och Borðoyarvík. I närheten av orten finns bergen Myrkjanoyrarfjall (689 meter över havet), Háfjall (647 meter över havet), Hálgafelli (503 meter över havet) samt Klakkur (414 meter över havet). Orten är uppkallad efter berget Klakkur, vilket kommer från substantivet klakk, "bergstopp". Klaksvík har ett tempererat, atlantiskt klimat med relativt små temperaturskillnader mellan sommar och vinter.

## Historia
Klaksvíks historia går tillbaka till vikingatiden och från början låg det fyra lantgårdar där Klaksvík ligger idag. På Borðoyarvíks östliga bredd finns det ruiner av en gård som begravdes under ett snöskred den 12 mars 1745, och på samma datum 1765. Längre ut ligger Íslendingatoftir med några utgrävda vikingatomter.
De fyra gårdarna växte sig sedan såpass stora att de blev fyra byar. Det som fick de fyra byarna att växa samman till en stad var beslutet att lägga en central administration för de nordliga öarna (regionen Norðoyar) på platsen där Klaksvík idag ligger.
1801 hade Klaksvík endast 88 invånare, men utvecklingen tog ordentlig fart 1838 efter att den kungliga danska monopolhandeln inrättade en filial i Klaksvík. Staden ligger vid en välbeskyddad bukt, och godkändes därför som vinterhamn för skepp. Detta gjorde att många sjömän bosatte sig i staden. Det är också detta som gjort att Klaksvík idag är Färöarnas främsta fiskehamn. Klaksvík blev Färöarnas näst största tätort 1940, då den i invånarantal gick om Tvøroyri på Suðuroy.
Striden i Klaksvík – eller Klaksvíksupproret – var en inrikespolitisk strid på Färöarnas under 1950-talet. Läkaren Olaf Halvorsen anklagades av det danska läkarförbundet för nazistsympatier under andra världskriget, vilket ledde till våldsamma protester bland lokalbefolkningen på Färöarna. Konflikten blev långvarig och tidvis våldsam och nådde sin kulmen 1955 då lokalbefolkningen spärrade av hamnen och höll myndigheternas representanter i fångenskap. Även om avskedandet av Halvorsen kom att bli den utlösande faktorn var det i grund och botten en fråga som i hög grad handlade om Färöarnas självständighet från Danmark. Regeringen sände först 120 poliser och sedan också en fregatt från flottan för att återställa lag och ordning.

## Befolkningsutveckling
| Befolkningsutvecklingen i Klaksvík 1985–2015 | Befolkningsutvecklingen i Klaksvík 1985–2015 | Befolkningsutvecklingen i Klaksvík 1985–2015 | Befolkningsutvecklingen i Klaksvík 1985–2015 | Befolkningsutvecklingen i Klaksvík 1985–2015 |
| -------------------------------------------- | -------------------------------------------- | -------------------------------------------- | -------------------------------------------- | -------------------------------------------- |
|                                              |                                              |                                              |                                              |                                              |
| År                                           |                                              |                                              | Folkmängd                                    |                                              |
| 1985                                         | 1985                                         |                                              | 4 737                                        |                                              |
| 1990                                         | 1990                                         |                                              | 4 780                                        |                                              |
| 1995                                         | 1995                                         |                                              | 4 391                                        |                                              |
| 2000                                         | 2000                                         |                                              | 4 600                                        |                                              |
| 2005                                         | 2005                                         |                                              | 4 675                                        |                                              |
| 2010                                         | 2010                                         |                                              | 4 510                                        |                                              |
| 2015                                         | 2015                                         |                                              | 4 668                                        |                                              |
|                                              |                                              |                                              |                                              |                                              |

## Utbildning
Klaksvík har två grundskolor, Skúlin við Ósánna och Skúlin við Ziskatrøð. Den förstnämnda byggdes för 300 elever 1973 och den sistnämnda för 800 elever 1960 (ombyggd 1972. De båda skolorna har klasser från första till nionde skolåret, medan undervisning för det tionde skolåret sker på Ziskatrøð. Klaksvík har också en musikskola, Klaksvíkar tónlistarskúli, som drivs som fritidsskola för barn och ungdomar i hela regionen av kommunen.
Institutioner för högre utbildningar i Klaksvík är yrkesskolan Tekniski skúlin í Klaksvík, sjömansskolan Klaksvíkar sjómansskúli och hushållarskolan Húsarhaldsskúli Føroya. Den förstnämnda erbjuder många yrkesförberedande utbildningar på gymnasienivå i bland annat elektronik och mekanik samt snickeri. Sjömansskolan utbildar bland annat sjömän, skeppare och skeppskockar. Hushållskolan kan liknas med en folkhögskola och har en historia som dateras till 1952. Skolan ägs och drivs privat av den lokala husmorsföreningen Klaksvíkar húsmøðrafelag.
Føroya Fólkaháskúli var den första skolan på Färöarna som undervisade på färöiska. Skolan låg i Klaksvík mellan 1899 och 1909 då den flyttade till huvudstaden Torshamn.

## Infrastruktur
Orten är en trafikknutpunkt och med bland annat en underjordisk vägtunnel, Norðoyatunnilin, till Leirvík på Eysturoy som öppnades för trafik 2006, knöts Klaksvík samman med landets vägnät. När den blev en del av det fasta färöiska vägnätet innebar det att 85 procent av den färöiska befolkningen kunde nå varandra med bil. Från Klaksvík går också enspåriga vägtunnlar till Árnafjørður och grannkommunen Hvannasund. Dessutom finns färjeförbindelser till Syðradalur på Kalsoy.

## Politik
Klaksvík är administrativ centralort för Klaksvíks kommun och även regionhuvudstad i regionen Norðoyar. Rådhuset ligger i ortens centrum, och förutom att hysa kommunadministrationen fungerar byggnaden också som möteslokal och kontor för kommunstyrelsen. Kommunstyrelsen väljs av kommunens invånare på fyra år åt gången och kallas býráð (stadsråd). Kommunstyrelsen tillträder vid nästa årsskifte efter val.
Orten har bland det lägsta valdeltagandet i landet, men den är fortfarande hög i likhet med de övriga nordiska länderna och städerna. I Klaksvík har Fólkaflokkurin under lång tid varit det dominerande partiet, både i val till Lagtinget och kommunstyrelsen. Vid valen 2008 fick partiet 41,4 procent (kommunstyrelsen) och 28,4 procent (Lagtinget) av rösterna i Klaksvík. Gunvá við Keldu (FF) är borgmästare i kommunen, och är dotter till Jógvan við Keldu. Tjóðveldi har också starkt fäste i staden, speciellt vid kommunvalen.

## Näringsliv
Klaksvík har sedan 1913 präglats av rederi- och handelsföretaget J. F. Kjølbro, som utvecklade sig med fiskeförädling, handel och hantverk. Fiskeflottan har flera trålare och många mindre fiskebåtar. Av andra fiskeverksamheter finns rökeri, saltfisklager, fryshus och här finns även garn- och snörtillverkning samt reparationsvarv för båtar. Färöarnas största bryggeri, Föroya Bjór, ligger i Klaksvík.

## Kultur
Bland Klaksvík sevärdheter finns Christianskyrkan, en kyrka byggd 1963 med dopfunt av granit. Denna var ursprungligen en hednisk offerskål som hittades i en kyrkoruin på den norra delen av Själland och daterad till att vara 4 000 år gammal.

## Sport
Från staden kommer fotbollslaget Klaksvíkar Ítróttarfelag.

## Vänorter
- Danmark – Grenå
- Island – Kópavogur
- Ryssland – Murmansk
- Sverige – Norrköping
- Danmark – Odense
- Grönland – Sisimiut
- Finland – Tammerfors
- Norge – Trondheim
- Skottland – Wick

## Externa hänvisningar
- Kommunens officiella webbplats
- Klaksvikstriden på Wikipedia DK
- Klaksvíkstriden
- Fregatten Rolf Krake